# Фуллер, Эми
Эми Линн Фуллер (англ. Amy Lynn Fuller; 30 мая 1968[…], Инглвуд, Калифорния — 11 марта 2023) — американская гребчиха, выступавшая за сборную США по академической гребле в период 1989—2000 годов. Серебряный призёр Олимпийских игр в Барселоне, чемпионка мира, победительница многих регат национального и международного уровня.

## Биография
Родилась 30 мая 1968 года в городе Инглвуд, штат Массачусетс.
Занималась академической греблей во время обучения в Калифорнийской университете в Санта-Барбаре, состояла в университетской гребной команде, регулярно принимала участие в различных студенческих регатах.
Дебютировала на взрослом международном уровне в сезоне 1989 года, когда вошла в основной состав американской национальной сборной и выступила на чемпионате мира в Бледе, где в зачёте распашных рулевых восьмёрок заняла шестое место.
На мировом первенстве 1991 года в Вене финишировала в восьмёрках четвёртой.
Благодаря череде удачных выступлений удостоилась права защищать честь страны на летних Олимпийских играх 1992 года в Барселоне — в составе экипажа, куда также вошли гребчихи Синтия Эккерт, Кэрол Фини и Шела Донохью, финишировала в финале безрульных четвёрок на второй позиции позади команды из Канады — тем самым завоевала серебряную олимпийскую медаль.
В 1993 году на чемпионате мира в Рачице дважды поднималась на пьедестал почёта: получила серебро в безрульных четвёрках и рулевых восьмёрках. Год спустя на аналогичных соревнованиях в Индианаполисе повторила этот результат в тех же дисциплинах.
На мировом первенстве 1995 года в Тампере одержала победу в восьмёрках.
Находясь в числе лидеров гребной команды США, благополучно прошла отбор на домашние Олимпийские игры 1996 года в Атланте — на сей раз попасть в число призёров не смогла, в итоговом протоколе восьмёрок расположилась на четвёртой строке.
После атлантской Олимпиады Фуллер осталась в составе американской национальной сборной на ещё один олимпийский цикл и продолжила принимать участие в крупнейших международных регатах. Так, в 1997 году она выступила на чемпионате мира в Эгбелете, где заняла в восьмёрках шестое место.
В 1998 году в восьмёрках выиграла серебряные медали на этапе Кубка мира в Люцерне и на мировом первенстве в Кёльне.
В 1999 году добавила в послужной список серебряную награду, полученную на чемпионате мира в Сент-Катаринсе.
Представляла страну на Олимпийских играх 2000 года в Сиднее, где показала в восьмёрках шестой результат.
Ещё будучи действующей спортсменкой, занималась тренерской деятельностью. Была помощницей главного тренера гребной команды Университета Теннесси, где также получила педагогическое образование. В 1997 году занимала должность ассистента тренера в национальной сборной США по академической гребле. В 1998—2000 годах работала помощницей тренера в Университете штата Калифорния в Сан-Диего.
Скончалась 11 марта 2023 года.